# Талец (озеро)
Талец — проточное озеро в Лентьевском муниципальном образовании Устюженского района Вологодской области России. Располагается в северо-восточной части  района, в 32 км к северо-востоку от районного центра города Устюжна, на высоте 118,2 м над уровнем моря.
Озеро имеет округлую форму, острова отсутствуют, береговая линия изрезана слабо. Длина и ширина озера составляют около 3,9 км. Площадь зеркала — 10,5 км²,  площадь водосборного бассейна — 40,2 км², при этом водосбор значительно заболочен. Озеро соединено протоками с водоёмами меньшего размера, озёрами Долгое и Белинец. Значительных притоков не имеет; на юго-западе вытекает река Исток, приток Чагодощи, относящейся к бассейну Волги. Берега низкие, заболоченные, фактически водоем окружен болотами (Мхи на юге, Семизерская Чисть на севере). Ближайшие населённые пункты, деревни Сысоево и Понизовье, находятся в 3-4 км к юго-западу.
Ихтиофауна представлена окунем, плотвой и щукой.
Код водного объекта в государственном водном реестре — 08010200111110000002965.